# Hexatoma cubensis
Hexatoma cubensis är en tvåvingeart som först beskrevs av Alexander 1926.  Hexatoma cubensis ingår i släktet Hexatoma och familjen småharkrankar.
Artens utbredningsområde är Kuba. Inga underarter finns listade i Catalogue of Life.